# Лютер (фильм)
«Лютер» (англ. Luther) — биографический фильм о жизни и реформаторской деятельности Мартина Лютера, снятый в 2003 году MGM при финансовой поддержке Thrivent Financial for Lutherans. В главных ролях Джозеф Файнс, Альфред Молина, Питер Устинов.
Фильм охватывает период жизни Лютера от его решения стать монахом в 1505 до Аугсбургского рейхстага 1530 года. В связи с подробной демонстрацией основных вех Реформации может быть рекомендован изучающим данный период. Возрастной рейтинг PG-13.

## Сюжет
Фильм начинается с того, что Лютер, попав в сильную грозу, даёт обет стать монахом.
В следующей сцене Лютер монах в Эрфурте. Он обеспокоен собственной греховностью, постоянно находится в страхе перед Божьими карами. Единственно, кто ему помогает — его духовник Иоганн Штаупиц.
Штаупиц решает направить Лютера с письмами в Рим, однако это оказывает негативный эффект на Лютера — вместо святого места он видит место наживы и разврата. В результате он выкидывает купленную им за родственников индульгенцию.
По возвращении из Рима Штаупиц направляет его на учёбу в Виттенберг. Лютер сомневается, однако Штаупиц уверен, что это правильный выбор.
В Виттенберге он встречается с другом детства Спалатином, который теперь играет важную роль при дворе курфюрста Саксонии Фридриха Мудрого.
Помимо учёбы и преподавания в Виттенберге Лютер занимается приходской деятельностью. Мальчик из его прихода совершает суицид. Лютер решается похоронить его на освящённой земле, мотивируя психическим нездоровьем мальчика. Также он проявляет заботу о нищенке Ганне и её дочери. На своих проповедях Лютер начинает подчеркивать, что Бог — не источник страха, но источник любви.
В это время в Риме Папа испытывает серьёзные финансовые трудности в связи со строительством собора св. Петра в Ватикане. Для их разрешения он посылает монаха-доминиканца Иоганна Тецеля продавать индульгенции. Увидев индульгенции у своих прихожан, Лютер приходит в возмущение. Он прибивает к дверям церкви свои 95 тезисов и требует публичной дискуссии.
Для решения этого вопроса в Германию посылают кардинала Каэтана, которого сопровождает Джироламо Алеандер. Алеандер заявляет Лютеру, что он должен произнести одно слово revoco (отрекаюсь). Вместо этого Лютер вступает в полемику с кардиналом.
Папа посылает Фридриху Мудрому знак своего особого расположения — Золотую Розу и намекает на то, что Лютер должен быть выдан Риму. Но Фридрих большой дипломат и находит предлог не делать этого.
Понимая, что таким путём добиться осуждения Лютера не удастся, вопрос отдаётся на рассмотрение императора Священной Римской империи Карла V. У Лютера на Вормсском рейхстаге 1521 г.  требуют отречься от его трудов, но Лютер отказывается это сделать. У императора есть план захватить Лютера по дороге назад, но Фридрих Мудрый опережает его — Лютера захватывают неизвестные люди и прячут в замке. В замке Лютер занимается переводом Библии на немецкий язык.
В это время в Виттенберге начинаются беспорядки, которыми руководит друг Лютера профессор Андреас Карлсштадт. Жители окрестных мест винят во всём Лютера. Фридрих Мудрый решает вызвать Лютера в Виттенберг. Перед дверями церкви Лютер обличает восставших.
Также он видит следы столкновений. Он обходит места побоищ, видит груды трупов и винит в произошедшем себя. В это время в Виттенберг прибывает группа беглых монахинь. Лютер проявляет заботу о них, и через какое-то время одна из них предлагает Лютеру жениться на ней. Лютер сомневается, так как считает себя виновником смерти огромного количества людей, но его невеста обещает, что будет заботливой женой и не пустит в их жизнь врагов. Лютер женится.
В это время в Риме в обстановке большой скудности происходят похороны Папы Льва X. Кардинал Каэтан говорит кардиналу Алеандеру, что Риму нужен другой Папа и что им мог бы быть Лютер, на это Алеандер сообщает, что Лютер женился.
Лютер посещает Фридриха Мудрого и дарит ему свой перевод Библии. Курфюрст с нетерпением хочет видеть перевод Библии на свой родной язык.
Одна из финальных сцен — Император Карл V выступает перед князьями Германии, требуя осуждения еретического учения. В ответ на это Иоанн Твердый (курфюрст Саксонии, преемник Фридриха Мудрого) выходит вперёд и говорит, что готов умереть за свою веру. Его примеру следуют и другие собравшиеся.
Финальная сцена — Лютер проповедует детям в летнем лесу. На этом фоне идут титры, что Лютер трудился ещё 16 лет, явился основателем современного немецкого языка и учения, которому сейчас следуют много миллионов людей.

## Интересные факты
- Это последний фильм, где снимался Питер Устинов. Он умер в следующем 2004 году[1][2].
- Когда Тецель обращается к людям с призывом покупать индульгенции, он засовывает руку в огонь. В следующий момент огонь идёт из его руки.

## Исторические неточности
- Когда Лютер был монахом, все обращаются к нему мирским именем Мартин.
- В фильме Лютер при цитировании Библии указывает главу и стих цитаты, тогда как Библия была разделена на главы и стихи лишь в 1546 году, да и тогда это деление не было повсеместным.
- Про Альберта Бранденбургского сказано, что он архиепископ двух немецких епархий и желает приобрести третью. В действительности, он был архиепископом только одной епархии перед получением архиепископства в Майнце.
- В фильме именование «юнкер Георг» дается Лютеру перед отъездом из замка Вартбург. В действительности он жил под этим именем в замке.
- В сцене Аугсбургского рейхстага, вся знать, включая курфюрстов, решила защищать новое учение. В действительности, большинство курфюрстов оставались католиками. Только два из этих семи курфюрстов должны были встать: Иоанн Твердый, курфюрст Саксонии (это показано в фильме) и маркграф Бранденбурга. Трое курфюрстов были католическими архиепископами, и ещё один, король Богемии, был братом Карла V Фердинандом.
- В фильме Золотую Розу дают Фридриху Мудрому как взятку, чтобы он выдал Лютера Папе. В действительности, Золотую Розу ему прислали раньше.
- В конце фильма Лютер дарит свой перевод Библии Фридриху Мудрому. В действительности они не встречались.
- В сцене беседы кардинала Каэтана и Джироламо Алеандро после выборов Льва X, кардинал Каэтан говорит, что его сделал кардиналом Папа Александр VI, так как на самом деле кардиналом его сделал именно Лев X, в 1517 году.
- В фильме показано, что Джироламо Алеандро кардиналом сделал Лев X, что тоже неправильно, кардиналом его сделал Павел III.

## Исторические персонажи, действующие в фильме
| Актёр              | Роль                                                             |
| ------------------ | ---------------------------------------------------------------- |
| Джозеф Файнс       | Мартин Лютер                                                     |
| Альфред Молина     | Иоганн Тецель                                                    |
| Джонатан Фёрт      | Джироламо Алеандер                                               |
| Клэр Кокс          | Катарина фон Бора                                                |
| Питер Устинов      | курфюрст Фридрих Мудрый                                          |
| Бруно Ганц         | Иоганн Штаупиц                                                   |
| Уве Оксенкнехт     | Папа Лев X                                                       |
| Матьё Каррьер      | кардинал Каэтан                                                  |
| Беньямин Задлер    | Георг Спалатин                                                   |
| Йохен Хорст        | профессор Андреас Карлштадт                                      |
| Торбен Либрехт     | Император Карл V                                                 |
| Ларс Рудольф       | Филипп Меланхтон                                                 |
| Кристофер Буххольц | Иоганн Экк                                                       |
| Тимоти Пех         | Карл фон Мильтиц                                                 |
| Том Штраус         | Георг Бранденбургский                                            |
| Джин Рид           | курфюрст Саксонии Иоганн Твёрдый                                 |
| Иоханнес Ланг      | Альбрехт Бранденбургский (архиепископ магдебургский и майнцский) |
| Майкл Трейнор      | Ганс Лютер                                                       |
| Аниан Цольнер      | Филипп (ландграф Гессенский)                                     |